# Kastell Gnotzheim

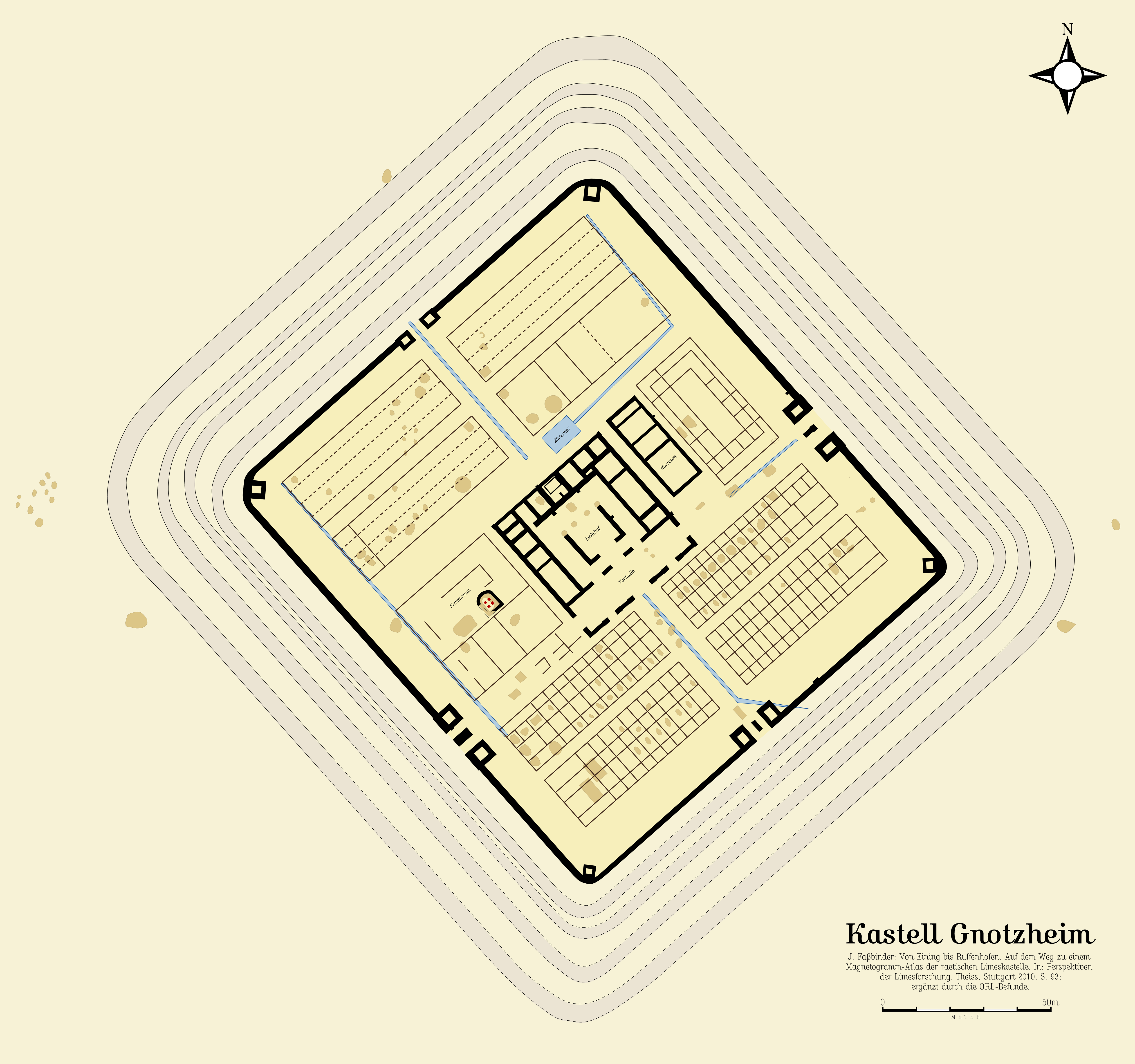
Gnotzheim nach der 2010 veröffentlichten Magnetometerabtastung und Befunden der Reichs-Limeskommission

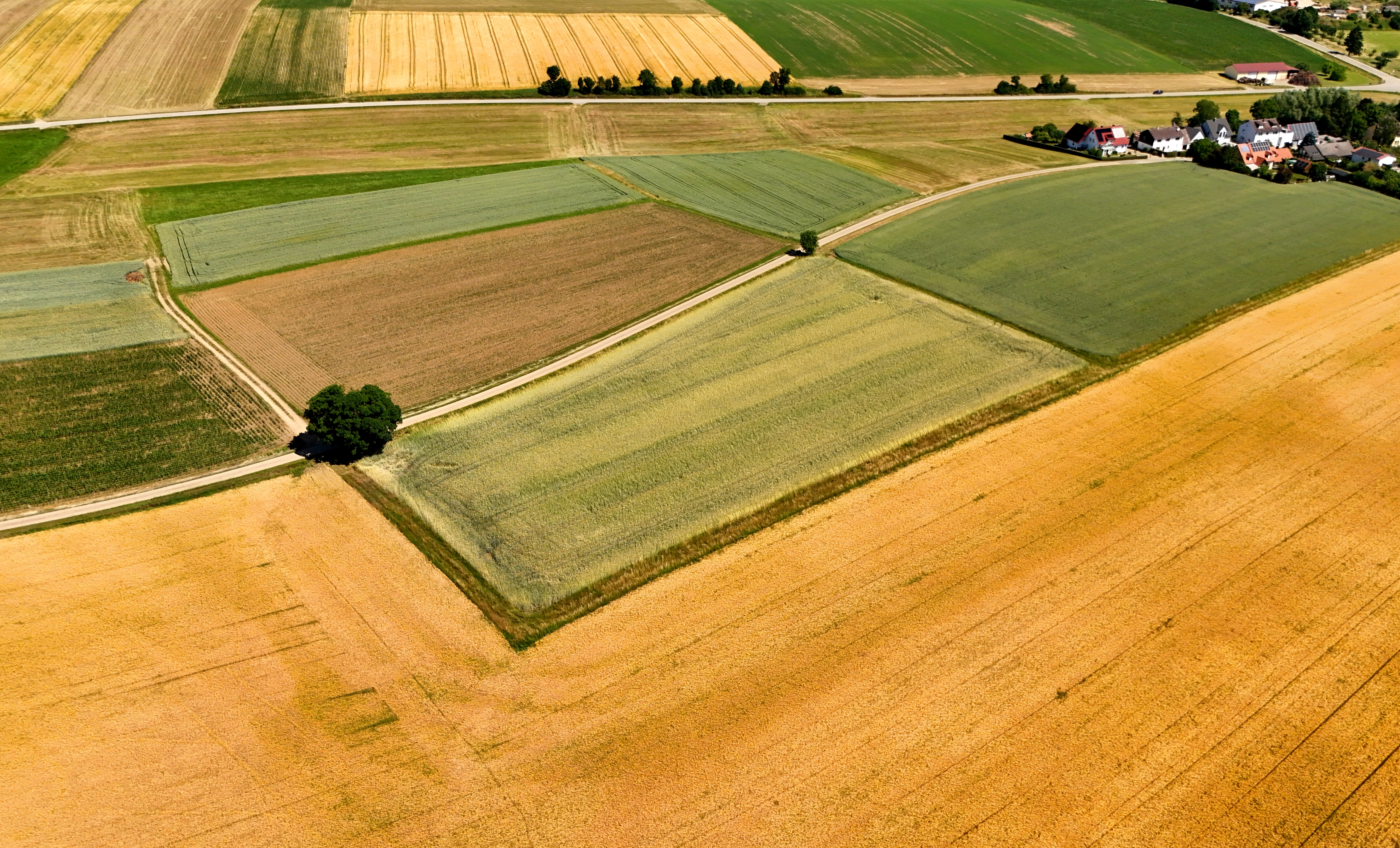
Luftbild des Kastell aus Richtung Süden (2025)

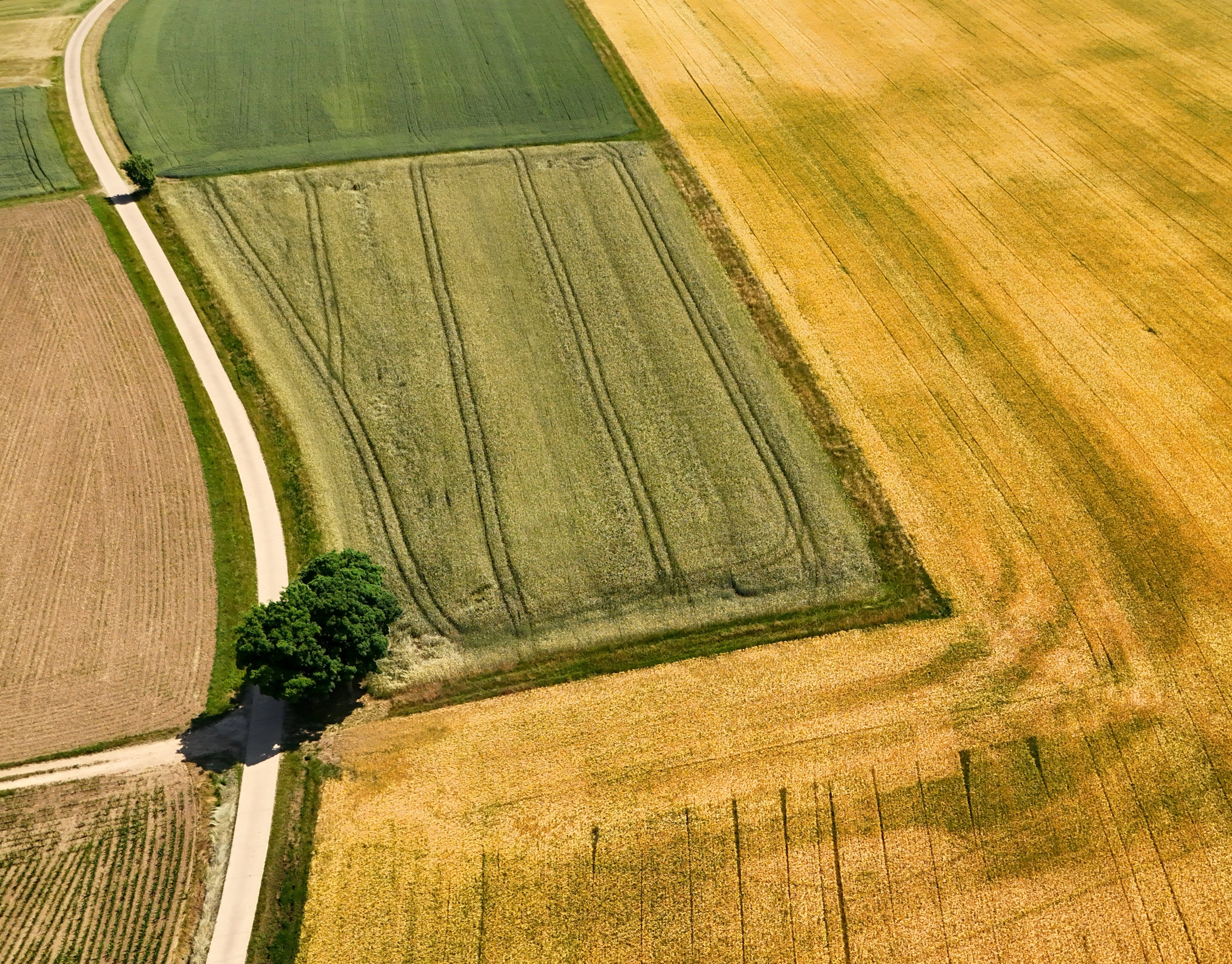
Luftbild des vorderen Kastellbereiches (Praetentura) aus Richtung Westen (2025)

Das Kastell Gnotzheim, während der Antike Mediana genannt, ist ein ehemaliges römisches Militärlager, das nahe dem UNESCO-Weltkulturerbe Obergermanisch-Raetischer Limes errichtet wurde und heute unter landwirtschaftlich genutztem Boden auf den Fluren des Marktes Gnotzheim im Landkreis Weißenburg-Gunzenhausen in Bayern liegt.

## Lage
Das Kastell mit seiner vom Limes abgewandten, nach Südosten gedrehten Prätorialfront liegt auf einer ansteigenden Geländezunge, die Teil eines nach Nordosten abfallenden Höhenzuges des Wachtlerberges ist. An deren Südseite fließt zunächst parallel zum Hang der Wurmbach, der an der Zungenspitze, 500 Meter von der Garnison entfernt, nach Norden abknickt. Dort, in der vom Wurmbach gebildeten Talsenke, liegt auch der heutige Markt Gnotzheim. Der Blick nach Süd-/Südost wird durch den direkt über dem Wurmbachtal liegenden Spielberg begrenzt. Die Lage der Befestigung war strategisch gut gewählt, konnte von dort aus doch der rund 2,5 Kilometer südwestlich gelegene Pass zwischen dem Wachtler- und dem Spielberg eingesehen und kontrolliert werden. Dieser Pass bildete den nördlichen Endpunkt des Fränkischen Juras. Ihn überquerte die Römerstraße, die vom Kastell Munningen im Riesbecken durch Gnotzheim über eine Furt der Altmühl zum Grenzkastell Gunzenhausen führte, dessen Numerus entweder der Gnotzheimer Einheit oder vielleicht auch dem Kastell Theilenhofen unterstand. Die vom Kastell Theilenhofen kommende Straße lief direkt auf das linke, nordöstliche Seitentor, die Porta principalis sinistra zu, das südwestliche Tor, die Porta principalis dextra, war auf Munningen orientiert.
Neben diesen Aufgaben wäre Mediana dann über den Gunzenhäuser Numerus auch mit der Kontrolle des Limesdurchgangs auf dem Schloßbuck betraut gewesen und hatte sicherlich die Oberaufsicht mit dem wohl zeitgleich entstandenen Numeruskastell Unterschwaningen im Westen.

## Forschungsgeschichte
Das Wissen um eine wie auch immer geartete alte Ansiedlung wird durch den Namen der Flur „Auf der Weil“, auf der Castra Mediana heute liegt, deutlich. Es handelt sich bei „Weil“ um eine verschliffene Form von Villa, daher war der Platz bereits im 18. Jahrhundert bekannt. Erster Forscher an diesem Platz soll ein Hauptmann von Lindner gewesen sein. Dieser hatte sich schon 1794 mit Keramik vom Fuße des Spielbergs befasst.
Ab 1878 untersuchte Heinrich Eidam (1849–1934), der später Streckenkommissar der Reichs-Limeskommission (RLK) wurde, den Platz. Eidam hielt stetige Rücksprache mit den Bauern, von denen er erfuhr, wo sie beim Pflügen auf Mauern stießen. Diese Angaben übertrug er in Katasterpläne und erhielt so Schritt für Schritt einen konzeptionellen Plan der römischen Bauten. Mit Finanzmitteln der Königlich Bayerischen Akademie der Wissenschaften konnte Eidam ab 1889 sowie in den Jahren 1890 und 1892 erstmals Ausgrabungen an der Umwehrung vornehmen. Ab 1905 erforschte er Teile des Stabsgebäudes (Principia), des nahen Getreidespeichers (Horreum) sowie eines kleinen hypokaustierten Baues. Schon damals befand sich die Wehrmauer bis auf die tief fundamentierten Türme in einem sehr schlechten Zustand und war bis auf den untersten Fundamentbereich ausgebrochen.
Schon vor Jahrzehnten wurde dafür plädiert, moderne Ausgrabungen an diesem Platz vorzunehmen, um zahlreiche offene Fragen zu klären, doch erst eine geophysikalische Prospektion des Kastellareals durch den Geophysiker Jörg Faßbinder im Jahr 2008 brachte wesentliche neue Erkenntnisse. Diesen Untersuchungen folgte kurze Zeit später eine Sondierung von Teilen des Lagerdorfes (Vicus). Doch auch nach diesen Untersuchungen halten die Wissenschaftler einige ihrer neuen Befunde ohne die noch immer ausstehenden Grabungen für nicht genauer deutbar. Der Zustand des Bodendenkmals hat sich seit der Zeit Eidams stark verschlechtert.

## Baugeschichte

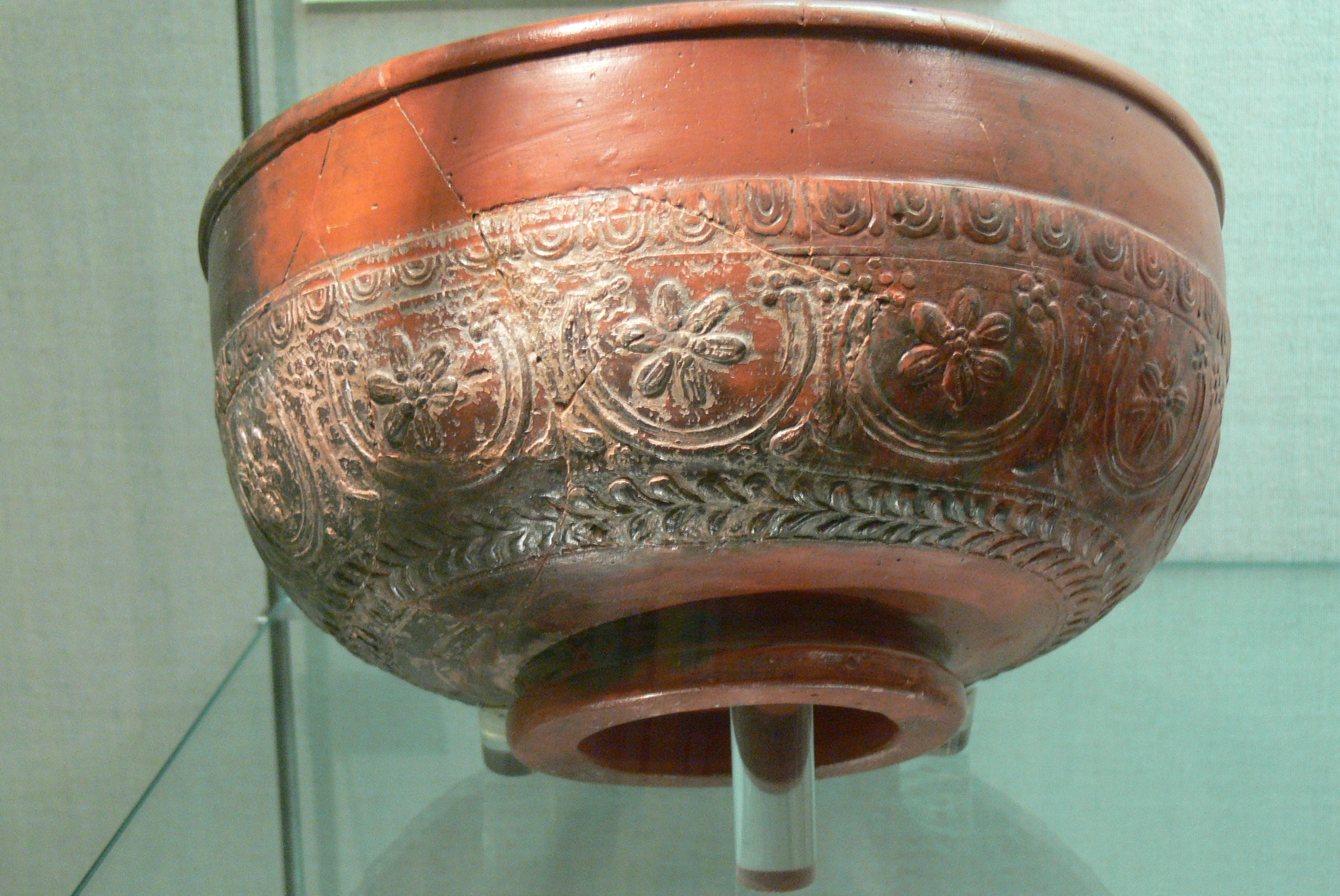
Terra-sigillata-Schüssel aus dem Kastell

Der antike Name des Platzes ist durch die mittelalterliche Nachzeichnung einer römischen Landkarte, der Tabula Peutingeriana, bekannt. Die Forschung geht davon aus, dass Castra Mediana eines der ältesten Limeskastelle ist und bereits während der Regierungszeit des Kaisers Domitian (81–96) als Holz-Erde-Verschanzung errichtet wurde. Die auf einem Weißenburger Militärdiplom für das Jahr 107 n. Chr. in Rätien bestätigte Cohors V Bracaraugustanorum wird als damalige Stammtruppe angenommen. Der erste Ausbau der 159,0 × 144,1 Meter (= 2,3 Hektar) großen Befestigung in Stein lässt sich durch eine aufgefundene Bauinschrift auf das Jahr 144 n. Chr. festschreiben. Damals regierte Kaiser Antoninus Pius (137–161). Wie der Inschrift weiter zu entnehmen ist, wurden die Baumaßnahmen von der ursprünglich aus Thrakien stammenden, mehrfach ausgezeichneten teilberittenen Cohors III Thracum civium Romanorum equitata bis torquata ausgeführt. Diese zum größten Teil sehr gut erhaltene Inschrift befindet sich heute an der südlichen Außenfassade der barocken Gnotzheimer Michaelskirche. Eine zweite Bauinschrift, deren Reste auf der Südseite im Inneren der Kirche zu sehen sind, stammt aus der Regierungszeit Kaiser Caracallas (211–217), als die Grenzanlagen zum letzten Mal aufwendig instand gesetzt und ausgebaut wurden. Der Stein überliefert nur Teile des Textes. Die Forschung geht jedoch davon aus, dass es sich bei der genannten Einheit ebenfalls um die III. Thrakerkohorte handelt. Da sich sowohl die Principia als auch das Horreum von Gnotzheim architektonisch noch klar der antoninischen Zeit zuordnen lassen, handelt es sich bei der zweiten Inschrift vielleicht um eine aufwändige Renovierung und Sanierung der Anlage. Aus Mediana ist noch eine dritte Inschrift bekannt geworden. Es wird angenommen, dass sie sich auf einen Numerus bezieht. Der provinzialrömische Archäologe Dietwulf Baatz (1928–2021) meinte dazu:

„Ob diese Einheit die Kohorte abgelöst oder sie zeitweise vertreten hat, oder ob sie zusätzlich im Kastell lag, ist unsicher.“

### Umwehrung
Die von Eidam ergrabene Wehranlage ist nach dem vermuteten Normschema römischer Militäranlagen errichtet worden. Die Umwehrung besaß eine Stärke von 1,30 Metern und hatte vier abgerundete Ecken mit je einem Turm. Zwischentürme konnten nicht festgestellt werden. Die Prätorialfront, die dem Feind zugewandte Seite, war nach Südosten, zur Straße auf den Pass hin, ausgerichtet. Sowohl die Porta praetoria als auch die beiden Nebentore Porta principalis dextera und sinistra besaßen eine Doppeltordurchfahrt mit je zwei Tortürmen. Nur das Ausfalltor im Nordwesten, die rückwärtige Porta decumana, hatte nur einen einspurigen Zugang, der ebenfalls von zwei Türmen flankiert war. Am Kastell konnten bereits nach Luftbildüberfliegungen mindestens drei Doppelspitzgräben, die an den vier Toren aussetzten, beobachtet werden. Die geomagnetischen Prospektionen ergänzten und korrigierten diesen Befund. So waren letztendlich vier Gräben feststellbar, die offensichtlich ohne Unterbrechung das Kastellareal umliefen. Einschließlich dieser Grabenwerke nimmt das Kastell eine Fläche von 228,0 × 214,3 Metern (knapp fünf Hektar) ein.

### Innenbebauung

#### Principia
Die geomagnetischen Prospektionen ließen Teile der Entwässerungsgräben erkennen, die sich entlang der Lagerstraßen abzeichneten und im Bereich der Torbauten das Kastellinnere verließen. Die fast quadratische Principia vermaß Eidam 1905 mit 42 × 44 Metern. Diese Daten wurden durch die geophysikalische Untersuchung bestätigt. Das Stabsgebäude besaß eine vorgelagerte, 11,70 × 42 Meter große Mehrzweckhalle. Durch sie wurde die Via principalis überlagert. Diese Straße verband die beiden Seitentore des Kastells. Der Vorhalle, die an der Längsseite drei und an den Stirnseiten je einen Zugang aufwies, folgte nordwestlich angebaut ein Innenhof, um den sich im Karree die Verwaltungs- und Diensträume lagerten, sowie im rückwärtigen Teil ein Fahnenheiligtum (Aedes), das noch keine Apsis besaß. Die Ausgestaltung des Heiligtums mit Apsiden wurde in den Neubaukastellen erst ab der Mitte des 2. Jahrhunderts üblich. Neben dem Fahnenheiligtum, das für die Ausgräber der RLK immer von besonderem Interesse war, untersuchte Eidam auch den darunterliegenden Kellerraum, der einst die Truppenkasse verwahrte.
Aus dem Fundgut der Principia sind die Reste einer Panzerstatue erwähnenswert, welche in der Vorhalle vorgefunden wurden. Sie datieren in das frühe 3. Jahrhundert n. Chr.

#### Praetorium
Das bereits von Eidam 1905 erfasste beheizbare Bauwerk mit halbrunder Apsis bildete offensichtlich einen Teil des rund 36 × 34 Meter großen Kommandantenhauses (Praetorium). Der Bau lag im Bereich des Lagermittelstreifens und füllte den Bereich zwischen den Principia und der südwestlichen Lagerringstraße (Via sagularis) vollkommen aus. Teile dieses Hauses waren wohl wie die meisten Lagergebäude in Holzbauweise ausgeführt.

#### Horreum und weitere Innenbauten
Nur eine schmale Gasse trennte den nach Eidam 31 × 11 Meter großen Getreidespeicher von den Principia. Der von Eidam ergrabene Bau befand sich an deren Nordostflanke. Zwischen dem Speicherbau und der nordöstlichen Lagerringstraße wurde geophysikalisch ein rund 39 × 21 Meter großer rechteckiger Gebäudekomplex erfasst, bei dem sich aneinandergereihte Zimmer um einen rund 24 × 7,8 Meter großen Innenhof gruppieren. Solche Grundrisse sind typisch für ein Lazarett (Valetudinarium) oder eine Werkstätte (Favrica). Im Vorderlager, der Praetentura ließen sich geophysikalisch vier Doppelbaracken erkennen, deren Giebelseiten zur Via praetoria, der zum Lagerhaupttor hinausführenden Straße, orientiert waren. Spezielle Kopfbauten für Offiziere wurden nicht festgestellt. Die rund 55 Meter langen Baracken wurden zur Unterbringung der vier Reitereinheiten (Turmae) der Kohorten genutzt und waren in Stallungen und Soldatenunterkünfte aufgeteilt. Das Hinterlager (Retentura) lag rund ein bis zwei Meter höher als das südliche Kastellareal. Es zeigte sich während der geophysikalischen Prospektion bereits weitgehend zerstört. Die dort gelegenen Mannschaftsbaracken und weiteren Bauten lassen sich durch diese Untersuchungsmethode nur noch erahnen.
Das Ende des Kastells zeigt eine starke Brandschicht. Offenbar vernichtete eine Feuer große Teile der Fortifikation.

### Bauinschrift

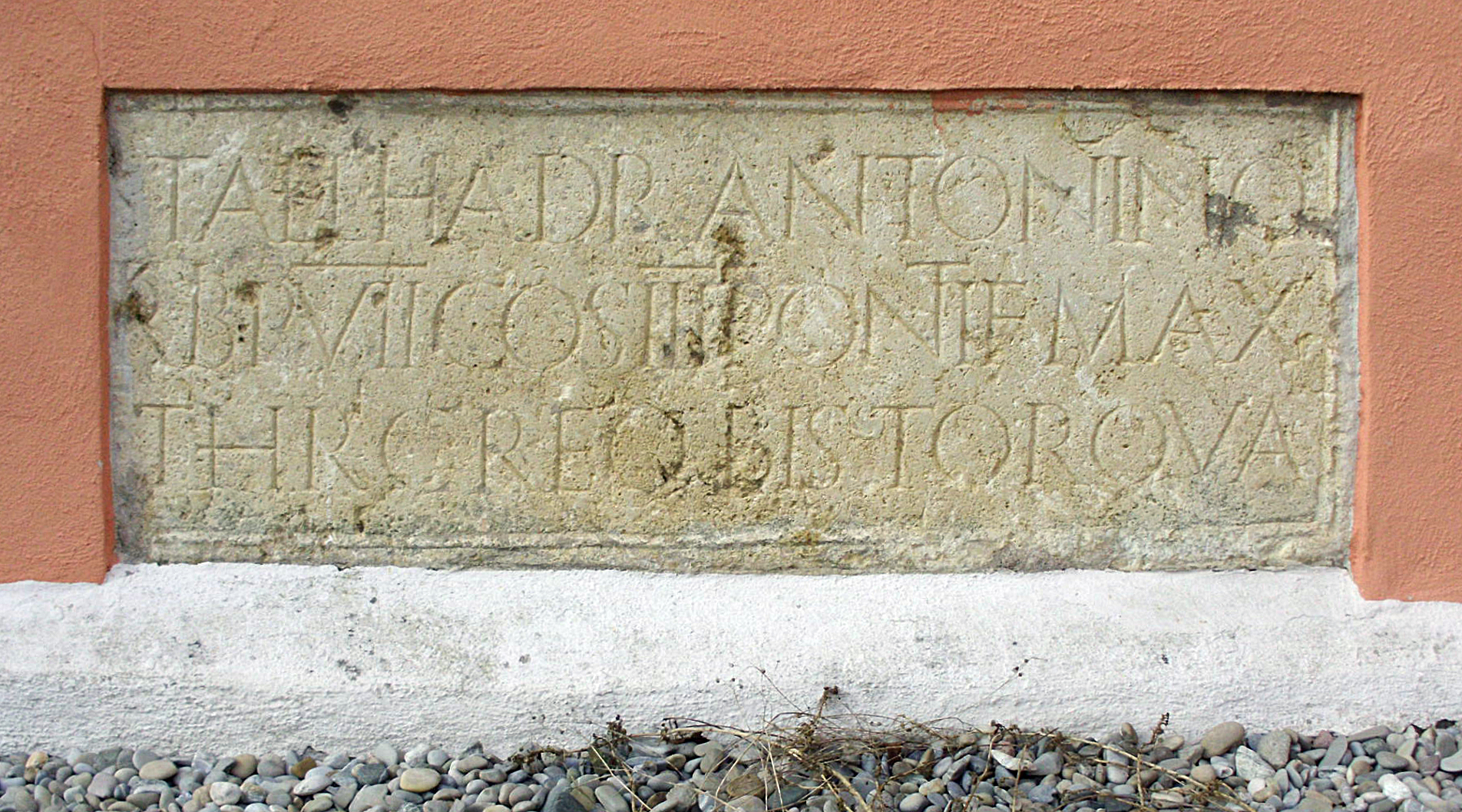
Bauinschrift von 144 n. Chr. an der Gnotzheimer Pfarrkirche St. Michael

Die Bauinschrift aus dem Jahre 144 lautet:
[Imp(eratori) Cae]s(ari) T(ito) Ael(io) Hadr(iano) Antonino

[Aug(usto) Pio] trib(unicia) p(otestate) VII co(n)s(uli) III pontif(ici) max(imo)

[coh(ors) II]I Thr(acum) c(ivium) R(omanorum) eq(uitata) bis torqua(ta)
Übersetzung: „Für Kaiser Titus Aelius Hadrianus Antoninus Augustus Pius, im 7. Jahr seiner tribunizischen Amtsgewalt, zum 3. Mal Konsul, Oberpriester. Die III. [teil]berittene Thrakerkohorte römischer Bürger, zweimal ausgezeichnet.“
Aus Gnotzheim stammt eine zweite antoninische, nicht mehr datierbare Bauinschrift, die ebenfalls die Thraker nennt. Sie wurde beim Umbau der Sakristei in der Gnotzheimer St.-Michaels-Kirche entdeckt.
[---] Antonino [---]

[---] pont(ifici) max(imo) coh(ors) II[I Thrac(um) c(ivium) R(omanorum) eq(uitata) bis torquata]
Von einer dritten Bau- oder Ehreninschrift, die unter anderem Thomas Fischer mit einer Inspektionsreise von Kaiser Caracalla nach dessen Sieg über die Alamannen im Jahre 213 verbindet, blieben lediglich einige Bronzebuchstaben erhalten. Auch aus den Kastellen Eining, Kösching, Faimingen, Steinkirchen, Böbingen, Saalburg und Feldberg, Pförring, Oberhochstatt und Pfünz sind Steintafeln mit aufgesetzten vergoldeten Buchstaben bekannt.

## Militaria
Die zwischen 135 und 144 n. Chr. in das Kastell Gnotzheim verlegte teilberittene Cohors III Thracum civium Romanorum equitata bis torquata ist unter anderem auch durch Funde militärischer Provenienz belegt. So wurde ein 32 Zentimeter langes bronzenes Fragment einer Helmmaske vom weiblichen, „orientalischen“ Typus gefunden, die sich ins 3. Jahrhundert datieren ließ. Über die Ursprünge römischer Maskenhelme im Allgemeinen herrscht in der Forschung große Uneinigkeit. In augusteischer Zeit lässt sich ihr Gebrauch als reine Gesichtsmaske, zu dieser Zeit wahrscheinlich auch im Kampf getragen, erstmals dokumentieren. Mit dem fortschreitenden 1. Jahrhundert n. Chr. entwickelte sich der eigentliche Maskenhelm, unter anderem zu einem männlich-weiblichen Mischtypus. In der zweiten Jahrhunderthälfte erschien dann erstmals ein rein weiblicher Typ im Fundgut (Rapolano, Toskana) und ab dem 3. Jahrhundert lassen sich die Helme des weiblich-„orientalischen“ Typs nachweisen. Marcus Junkelmann hat sich aufgrund der historischen Typologie dafür entschieden, allen „orientalischen“ Masken eine weibliche Physiognomie zuzusprechen, auch wenn einige Maskengesichter, gleich einem Mischtypus, eine optische Zuordnung schwierig machen. Römische Maskenhelme der Kaiserzeit wurden meist wohl nicht im Kampf, sondern nur zu besonderen Anlässen wie den Schaukämpfen getragen, bei denen die römische Kavallerie ihr Können zeigte. Den Ablauf eines solchen Schaukampfes überlieferte Flavius Arrianus in seinem 136 n. Chr. erschienenen Reitertraktat.
Zu den aufgefundenen Militaria zählt auch das 1966 entdeckte Fragment eines Militärdiploms, das zwischen 139 und 141 n. Chr. herausgegeben wurde. Aufgrund des fehlenden unteren Abschnitts ist weder der Name des damaligen Gnotzheimer Kommandeurs noch die Truppe für diesen Zeitraum  – möglicherweise bereits die Cohors III Thracum civium Romanorum equitata – bekannt.

## Truppe und Militärpersonal
| Zeitstellung                      | Truppenname                                               | Bemerkung |
| --------------------------------- | --------------------------------------------------------- | --- |
| 81/96–135/140 n. Chr.             | Cohors V Bracaraugustanorum                               | Die Anwesenheit der 5. Kohorte aus Bracara Augusta in Germanien ist durch eine Inschrift aus Rom belegt. Spätestens seit ihrer Nennung im Jahr 86 ist ihre Anwesenheit in der römischen Provinz Raetia gesichert. Ihr ursprünglicher Standort könnte Gnotzheim gewesen sein. Um die Mitte des 2. Jahrhunderts ist sie im Kastell Künzing nachgewiesen. Sie soll dort zwischen 140 und 150 n. Chr. das Steinkastell der dritten Periode erbaut haben.                      |
| 135/144–spätestens um 260 n. Chr. | Cohors III Thracum civium Romanorum equitata bis torquata | In Thrakien ausgehoben, ist die 3. teilberittene Kohorte der Thraker römischen Bürgerrechts seit 107 n. Chr. in Rätien belegt. Bevor die Einheit um 135 oder etwas später nach Gnotzheim kam, lag sie im Kastell Künzing. In Castra Mediana war sie mit dem 144 vollendeten Steinausbau der Garnison betraut und blieb dort bis zum Limesfall um 260 die Stammtruppe. Auf einer 1957 an der Ortskirche St. Michael entdeckten Spolie erscheint der Truppenname ebenfalls. |

Offiziere
Die ritterliche Laufbahn eines aus Kampanien stammenden Kohortenpräfekts der Cohors III Thracum civium Romanorum equitata, Quintus Gavius Fulvius Proculus, konnte in vielen Teilen nachvollzogen werden. Beim archäologisch nicht begleiteten Ausbau der Bundesstraße 466 zwischen Ostheim und Gnotzheim wurde nach Auskunft eines Bauern im Sommer 1999 am Südrand des Kastellvicus ein großer Inschriftenstein ausgebaggert. Aus Unkenntnis und Furcht vor der Denkmalpflege ließen Bauleitung und Straßenbaumeisterei Gunzenhausen den Stein zunächst verbergen. Nach intensiver Recherche durch das Bayerische Landesamt für Denkmalpflege konnte das Werkstück für die Archäologie gerettet werden. Dabei stellte sich heraus, dass der Stein, ein Weihealtar für die Göttin Diana Panthea, wohl schon einmal bei einer früheren Baumaßnahme herausgebaggert und wieder vergraben worden war. Seine Inschrift nennt Quintus Gavius Fulvius Proculus aus dem Geschlecht der Gavier:
[Nu]mini

[Di]anae Pa-

[n]theae

[Q(uintus)] Gavius

[F]ulvius

[Fa]lerna (tribu)

[Pr]oculus

[pr]aefectus

[c]oh(ortis) III <Thracum> c(ivium) R(omanorum)

[ex v]oto posuit
Übersetzung: „Dem Wirken der Allgöttin Diana hat Quintus Gavius Fulvius Proculus aus der Tribus Falerna, Präfekt der 3. Kohorte (der Thraker) römischer Bürger, aufgrund eines Gelübtes (dies) errichtet.“
Der Stifter gab den Stein wohl am Anfang oder gegen Ende seiner Gnotzheimer Stationierungszeit in Auftrag. Da zwei Militärdiplome aus dem Jahr 152 sein nächstes Kommando im Kastell Leiden-Roomburg (Matilo) am Niedergermanischen Limes bestätigen, muss er vor diesem Zeitpunkt aus Gnotzheim versetzt worden sein.
1905 wurde im Praetorium eine Bronzescheibe mit gepunzter Besitzerinschrift entdeckt. Sie nennt einen Zenturio, der Quintus hieß.

## Vicus
Das Lagerdorf (Vicus) des Kastells war lange Zeit nur durch Notgrabungen des Bayerischen Landesamts für Denkmalpflege bekannt. Es erstreckte sich vom Lager aus über 200 Meter nach Westen sowie den Hang nach Süden hinab bis unter den heutigen westlichen Teil von Gnotzheim. Möglicherweise sind auch hangaufwärts – nördlich und nordwestlich des Kastells – Baureste zu entdecken. Aufgrund der starken Erosion in diesem Bereich war die geomagnetische Untersuchung jedoch negativ.

## Denkmalschutz
Das Kastell Gnotzheim und die erwähnten Anlagen sind als Abschnitt des Obergermanisch-Rätischen Limes seit 2005 Teil des UNESCO-Welterbes. Außerdem sind sie geschützt als eingetragene Bodendenkmale im Sinne des Bayerischen Denkmalschutzgesetzes (BayDSchG). Nachforschungen und gezieltes Sammeln von Funden sind erlaubnispflichtig, Zufallsfunde sind den Denkmalbehörden anzuzeigen.